# Eubalaena australis
La ballena franca austral (Eubalaena australis) es una especie de cetáceo misticeto de la familia Balaenidae propia del hemisferio sur.

## Descripción

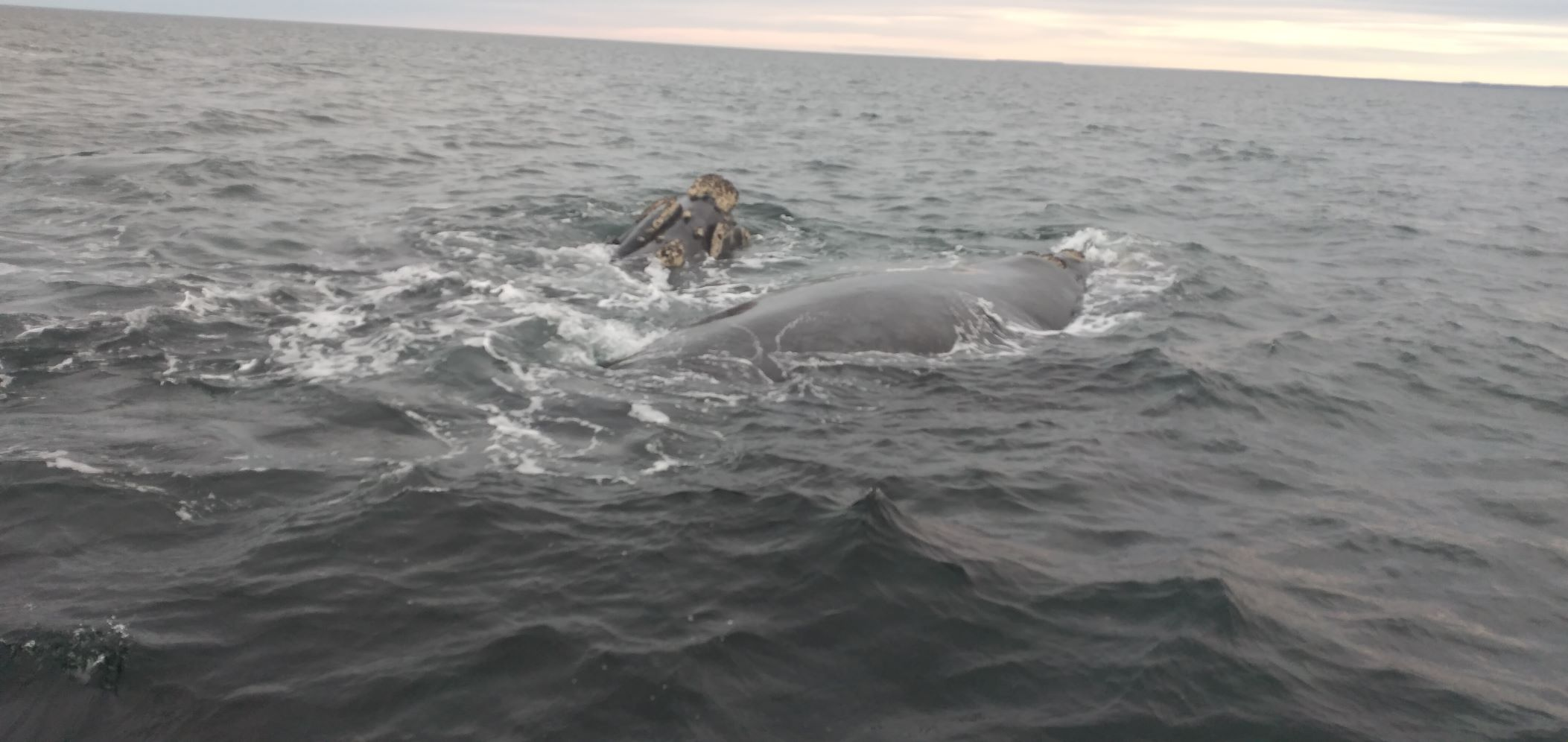
Ballena franca austral en Las Grutas

Su longitud son los 13 metros para el macho y alrededor de los 20 metros para la hembra. Nacen midiendo de 1 a 3 metros desde la trompa a la colacha. Su peso oscila las 20 toneladas (peso adulto).
Se pueden observar callosidades, que son áreas de piel elevadas de más de 18 cm de grosor aproximadamente, de consistencia córnea, situadas en distintas partes de la cabeza. La distribución, dimensión y forma de los callos varían de una ballena a otra pero no cambian con el crecimiento. Funcionando como huellas dactilares, identifican a cada animal durante toda la vida. Estas callosidades, desarrolladas en la etapa fetal y de color gris oscuro, presentan densas poblaciones de pequeños crustáceos anfípodos llamados ciámidos (Cyamidae, piojos de las ballenas) y en algunas ocasiones se intercalan con cirrípedos que hacen que las callosidades luzcan blancas, amarillas, anaranjadas o rosa claro. Normalmente, se reparten a lo largo del margen superior del labio inferior, mandíbula, superficie dorsal del rostro y sobre los ojos. El callo de mayor importancia por su tamaño es el "bonete", ubicado en la punta del hocico.

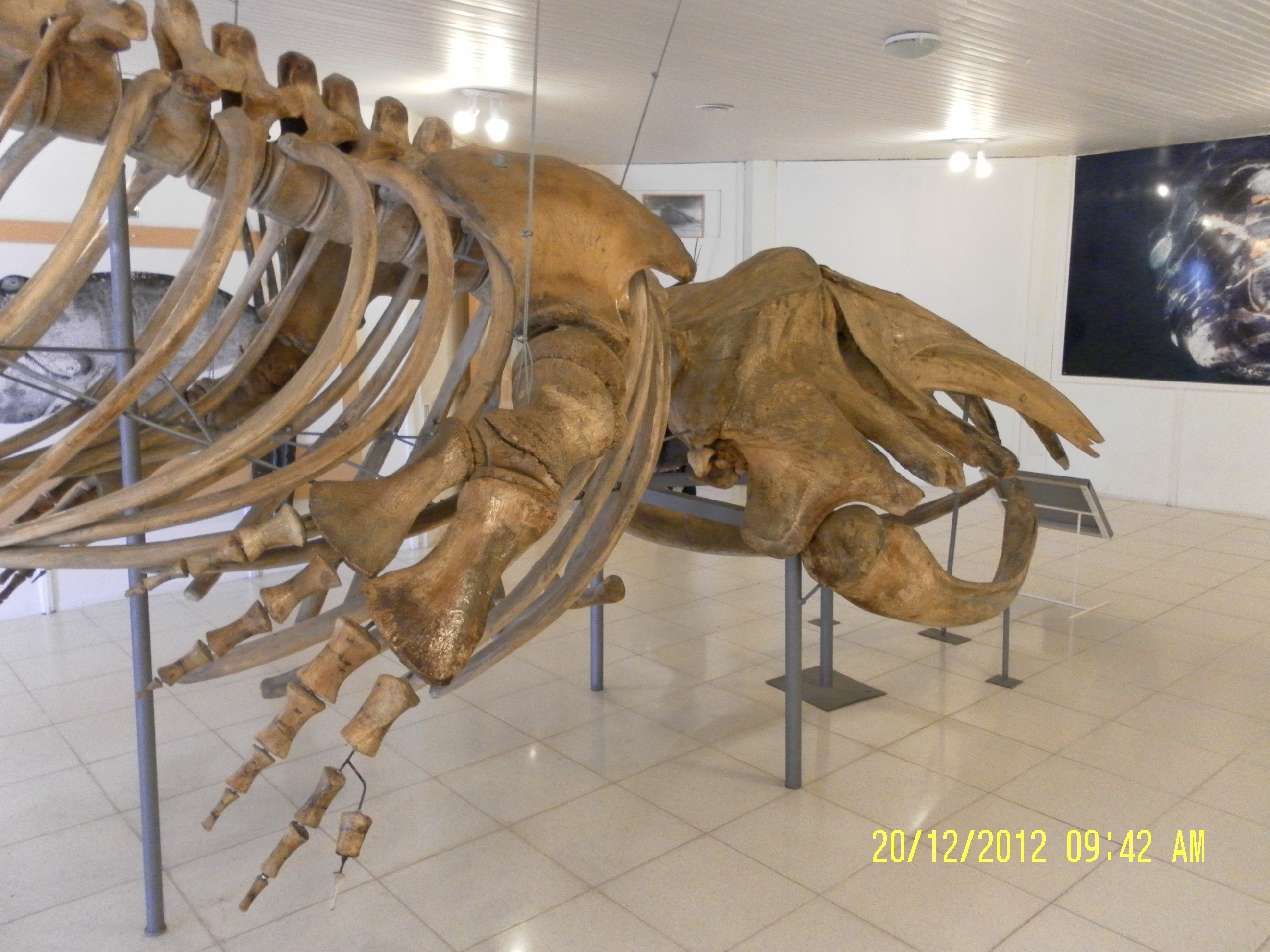
Esqueleto Ballena franca austral

Dentro de su boca de forma curva, la mandíbula superior sostiene unas 260 placas o barbas córneas llamadas originariamente "baleen", de donde se deriva el nombre en castellano de ballena. Estas barbas llegan a medir unos 2,50 m de largo. Cuando las ballenas se alimentan, sirven de filtros o coladores para retener su comida principal, el kril y los copépodos
Los machos poseen los órganos sexuales de mayor tamaño de todo el reino animal. Sus testículos pueden llegar a pesar hasta 525 kg cada uno, con unas dimensiones de 2 m x 78 cm (casi un 1 % de su peso corporal, 10 veces más grandes que los de la ballena azul), y su pene puede alcanzar una longitud de 2,7 m.
Los científicos han relacionado estas proporciones con la denominada competición espermática, presente en esta y otras especies.

## Hábitat
La ballena franca austral habita una amplia franja que va de los 20° a los 60° de latitud en los océanos Pacífico sur, Atlántico sur e Índico sur.
La caza indiscriminada de este ejemplar lo llevó a ser declarado en peligro de extinción. Desde el siglo XIX, su población original se redujo hasta en un 90 %. En la actualidad existen aproximadamente 8000 ejemplares. Si bien se las encuentra en el hemisferio y polo sur, las ballenas se reproducen en aguas cálidas durante el invierno. Por este motivo se reúnen en varios lugares del mundo los cuales son: 
- Argentina (península Valdés)
- Australia
- Chile
- Uruguay[5]
- Tristán de Acuña (dependencia británica de ultramar)

## Caza
Debido a que es un animal que nada lento y que flota una vez muerto (a diferencia de otros mamíferos) es muy fácil de cazar, y sumado a que su cuerpo rinde el equivalente a 40 barriles de aceite (7200 litros).
Solo tienen cría cada tres años, promedio que perjudica su protección, que en la actualidad contabiliza solo unos 10000 individuos, de los cuales el 20 % han sido registrados en jurisdicción de Argentina.

## Monumento natural
El 28 de septiembre de 1984 se sancionó la ley n.º 23094 que declaró monumento natural a todas las ballenas francas que se visualicen en aguas jurisdiccionales de Argentina. Tal decisión se fundamenta en la necesidad de otorgarle la debida protección. Se reproduce y amamanta a sus crías en aguas australes. La provincia de Río Negro también la declaró monumento natural provincial mediante la ley n.º 4066 sancionada el 8 de abril de 2006 y la provincia de Santa Cruz mediante la n.º 2643 sancionada el 27 de marzo de 2000. También es monumental natural de Chile mediante el decreto supremo N.º 230 sancionado el 20 de junio del 2008 junto a todos los demás cetáceos del país.
Se insiste con la posibilidad de crear un santuario para la preservación de esta especie en el Atlántico Sur.